# Listă de mitropoliți ai Dristrei
| Mitropoliți ai Dristrei |                               | |
|                         | ...                           | |
| 1438 - 1439             | Calist                        | Primul mitropolit al Dristrei menționat                                                                     |
|                         | ...                           | |
| atestat 1564            | Partenie I                    | |
|                         | ...                           | |
| atestat 1581            | ?                             | |
|                         | ...                           | |
| atestat 1615            | Ioachim                       | |
|                         | ...                           | |
| 1638 - 1639             | Antonie                       | |
|                         | ...                           | |
| c1653 - c1672           | Macarie                       | |
| atestat 1679            | Metodie                       | |
| atestat 1680            | Partenie al II-lea            | |
| înainte de 1691         | Ghenadie                      | |
|                         | ...                           | |
| c1706 - c1710           | Athanasie                     | |
| 1711 - 1719             | Ierotei Comnen                | |
| c1720 - 1724            | Serafim                       | |
| atestat 1732            | Calinic I                     | |
| ? - 1739                | Constandie                    | |
| 1739 - 1757             | Vartolomeu                    | |
| atestat 1764            | Chiril I                      | |
| 1777 - 1779             | Partenie al III-lea           | |
| înainte de 1780         | Chiril al II-lea              | |
| 1784 - 1787             | Calinic al II-lea             | |
| ? - 1813                | Chiril al III-lea             | Din 1813 Mitropolia Dristrei se contopește administrativ cu Mitropolia Proilaviei schimbându-și titulatura. |
| 1813 - 1828             | Mitropolia a fost desființată | |
| 1828 - 1836             | Antim                         | Mitropolit al Dristrei și al Proilaviei (1821 - 1828).                                                      |
| 1836 - 1839             | Grigorie I                    | |
| 1840 - c1859            | Ieronim                       | |
| c1859 - 1870            | Grigorie al II-lea            | Ultimul mitropolit al Dristrei.                                                                             |